# Puszcza nad Gwdą
Puszcza nad Gwdą este o arie protejată (arie de protecție specială avifaunistică — SPA) din Polonia întinsă pe o suprafață de 77.678,9 ha, integral pe uscat.

## Localizare
Centrul sitului Puszcza nad Gwdą este situat la coordonatele 53°16′02″N 16°49′00″E / 53.2672°N 16.8168°E.

## Înființare
Situl Puszcza nad Gwdą a fost declarat arie de protecție specială avifaunistică în octombrie 2007 pentru a proteja 31 de specii de animale.

## Biodiversitate
Situată în ecoregiunea continentală, aria protejată nu include niciun habitat protejat.
La baza desemnării sitului se află mai multe specii protejate de  păsări (31): minunița (Aegolius funereus), pescăruș albastru (Alcedo atthis), fâsă-de-câmp (Anthus campestris), acvilă țipătoare mică (Aquila pomarina), buhai de baltă (Botaurus stellaris), buha (Bubo bubo), Bucephala clangula, caprimulg (Caprimulgus europaeus), barză albă (Ciconia ciconia), barză neagră (Ciconia nigra), erete de stuf (Circus aeruginosus), cristeiul de câmp (Crex crex), lebădă de iarnă (Cygnus cygnus), ciocănitoarea de stejar (Dendrocopos medius), ciocănitoare neagră (Dryocopus martius), egretă albă (Egretta alba), presură de grădină (Emberiza hortulana), muscar (Ficedula parva), ciuvică (Glaucidium passerinum), cocor (Grus grus), codalb (Haliaeetus albicilla), sfrâncioc roșiatic (Lanius collurio), ciocârlie de pădure (Lullula arborea), ferestrașul mare (Mergus merganser), gaia neagră (Milvus migrans), gaia roșie (Milvus milvus), vultur pescar (Pandion haliaetus), viespar (Pernis apivorus), cresteț cenușiu (Porzana parva), cresteț pestriț (Porzana porzana), silvie porumbacă (Sylvia nisoria).